# Fedoriwka (rejon kachowski)
Fedoriwka (ukr. Федорівка) – osiedle na Ukrainie, w obwodzie chersońskim, w rejonie kachowskim, w hromadzie Zełenyj Pid. W 2001 liczyło 886 mieszkańców, spośród których 821 wskazało jako ojczysty język ukraiński, 61 rosyjski, 2 bułgarski, a 2 białoruski.